# كارلوس إسحاق
كارلوس إسحاق (بالإسبانية: Carlos Isaac)‏ هو منافس ألعاب قوى أرجنتيني، ولد في 9 يونيو 1924.

## وصلات خارجية
- كارلوس إسحاق على موقع أوليمبيديا (الإنجليزية)